# إيسيلور لوكسوتيكا

شعار إيسيلور لوكسوتيكا السابق المستخدم من عام 2018 إلى عام 2022

شركة إيسيلور لوكسوتيكا أس أيه هي شركة قابضة متعددة الجنسيات متكاملة رأسياً فرنسية إيطالية مسجلة في شارنتون-لو-بونت ومقرها في باريس القريبة. تقوم بتصميم وإنتاج وتسويق العدسات والمعدات والأجهزة الخاصة بطب العيون والنظارات الطبية والنظارات الشمسية . تأسست في 1 أكتوبر 2018 واسمها هو اندماج الشركتين الرئيسيتين اللتين اندمجتا لإنشائها؛ الشركة الفرنسية إسيلور والشركة الإيطالية لوكسوتيكا . وقد تمت إعادة هيكلة الشركتين منذ الاندماج كشركات تابعة للكيان الجديد.
وبموجب شروط اتفاقية الاندماج، سوف تشتري شركة إسيلور شركة لوكسوتيكا، ولكن قيادة شركة لوكسوتيكا سوف تضمن مناصب بارزة في الشركة المشكلة حديثًا بالإضافة إلى بعض المقاعد في مجلس إدارتها ؛ وقد تم تعيين مؤسس شركة لوكسوتيكا، ليوناردو ديل فيكيو ، رئيسًا لمجلس الإدارة. لقد شابت السنوات القليلة الأولى لشركة إيسيلور لوكسوتيكا بعد الاندماج نزاعات حول الأدوار القيادية، لكن ديل فيكيو تمكن من جلبها إلى نهاية مرضية للأطراف المتنازعة.
كانت شركتا إيسيلور ، لوكسوتيكا على التوالي من بين الشركات الرائدة في العالم في تصنيع العدسات العينية والنظارات الطبية؛ وعند اندماجهما، أصبحت إيسيلور لوكسوتيكا عملاق صناعة النظارات، والتي وصفها بعض النقاد بأنها احتكار شبه كامل . ساهمت شركة إيسيلور بتقنيات العدسات العديدة الخاصة بها بالإضافة إلى شركاتها التابعة في الشركة الجديدة. وفي الوقت نفسه، اكتسبت الأخيرة من خلال ملكية لوكسوتيكا العديد من العلامات التجارية للنظارات بما في ذلك راي بان ، وأوكلي ، وبيرسول ، وأوليفر بيبولز ، وفوغ آيوير؛ وتجار التجزئة للنظارات لنزكرافترز ، و بيرل فيشن ، و صنجلاس هت ، وشركة تأمين النظارات آي ميد، وصفقات ترخيص النظارات الحصرية للعديد من بيوت الأزياء.  تم إدراج الشركة في بورصة يورونيكست باريس تحت رمز التداول "إي أل" وهي جزء من مؤشر أسهم كاك 40 الذي يضم أكبر 40 شركة من حيث القيمة السوقية يتم تداولها في بورصة باريس ومؤشر يورو ستوكس 50 الذي يضم أكبر 50 شركة في منطقة اليورو . وفقًا لـ ستاتيستا ، في عام 2023، حققت الشركة 25.4 مليار يورو من الإيرادات. 

### ماركات النظارات
تتمتع الشركة، التي ورثت معظمها من شركة لوكسوتيكا، بالسيطرة على بعض العلامات التجارية الأكثر شهرة في مجال النظارات. تشمل عمليات الاستحواذ السابقة من شركة لوكسوتيكا نظارات فوجي في عام 1990،  بيرسول في عام 1995،  راي-بان أرنيت في عام 1999،   أواكاي و أوليفر بيبيل في عام 2007،   و ألياين ميكيلي في عام 2012،  ومالك نظارات بولون زيامين ياروي للنظارات  في عام 2013.  كما جلبت إسيلور أيضًا بعض العلامات التجارية للنظارات إلى الشركة المدمجة، وأكبرها فوستر جرانت ، التي تم الاستحواذ عليها في عام 2010،  و كوستا ديل مار ، وهي جزء من إسيلور منذ عام 2014. 
وعلى الرغم من ملكية العلامات التجارية، جلبت شركة لوكسوتيكا أيضًا صفقات تصنيع النظارات الحصرية للشركة، معظمها مع بيوت الأزياء الأوروبية الكبرى. كانت أرماني أول صفقة ترخيص رئيسية لشركة لوكسوتيكا في عام 1989، وهي الصفقة التي لا تزال قائمة حتى يومنا هذا،  كما تصنع الشركة أيضًا نظارات للعديد من الشركات، بما في ذلك على سبيل المثال لا الحصر العلامات التجارية المملوكة لشركة تابستري و كابري القابضة  و شركةرالف لورين وفيراري . 
بالإضافة إلى العلامات التجارية التي تمتلكها، تمتلك شركة إيسيلور لوكسوتيكا حاليًا ترخيص تصنيع حصري لماركات أرماني و بروك برازرز و بيوربيري وتشانيل وكوتش ودولتشي & جابانا وفيريري (من خلال شراكة راي-بان) ونظارات مايكال كورس ومايو مايو وبرادا ورالف لورين وسواروفيسكي وتيفاني & شركاه. وتوري بورش وفرزاتشي .  كما وقعت شركة إيسيلور لوكسوتيكا أيضًا صفقات ترخيص جديدة مع جيمي تشو و كوداك في عام 2023، على الرغم من أنها لم تجدد ترخيصها مع بولجاري المملوكة لشركة أل في إم أتش ، والذي انتهى في نهاية عام 2023.   

### تقنيات العدسات
وفقًا لموقعها على الإنترنت،  فهي تمتلك تقنيات العدسات التالية:
- كريزال
- إيسيلور
- محلول إيسيلور الشمسي
- آيزن
- كوداك
- أوكلي
- أوبتيفوغ
- راي بان
- انتقالات
- فاريلوكس
- إكسبيريو
- شامير